# Matteo Orfini
Matteo Orfini (Roma, 30 agosto 1974) è un politico italiano, dal 15 marzo 2013 deputato alla Camera per il Partito Democratico ed è stato presidente del partito dal 14 giugno 2014 al 17 marzo 2019.

## Biografia
Nato il 30 agosto 1974 a Roma, figlio di Mario Orfini, produttore e regista cinematografico e televisivo, e Franca De Bartolomeis, fotoeditrice per il settimanale L'Espresso, incomincia l'attività politica durante gli anni del liceo classico Terenzio Mamiani di Roma, dove consegue il diploma di maturità, all'interno del circolo Mazzini nel quartiere romano di Prati dei Democratici di Sinistra (DS). Successivamente studia archeologia all'Università degli Studi di Roma "La Sapienza", ma senza conseguire la laurea, e collabora agli scavi di complessi archeologici come Crustumerium, Veio e Fidenae, oltre a venire eletto segretario del circolo DS Mazzini, restando in carica per quattro anni.
Nel 2004 diventa assistente parlamentare di Massimo D'Alema, presidente dei DS, nonché suo stretto collaboratore all'epoca in cui questi era europarlamentare, e ne è stato anche portavoce.

Con la nascita del Partito Democratico (PD) nel 2007, Orfini ne entra a far parte.

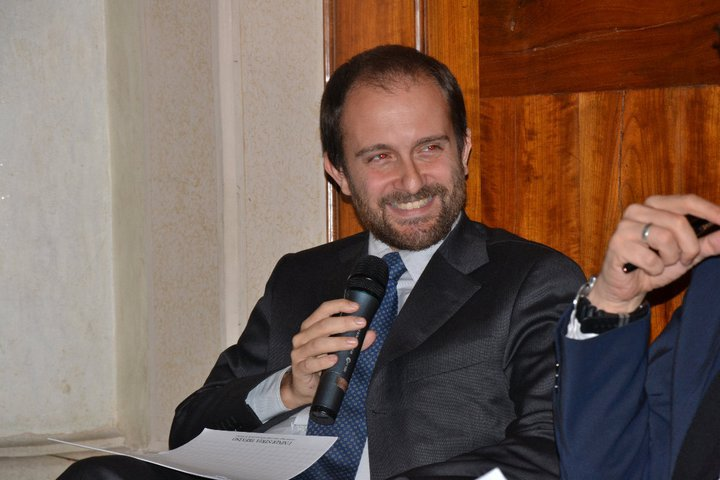
Matteo Orfini a VeDrò culture 2011

Responsabile delle relazioni istituzionali della Fondazione Italianieuropei, il 24 novembre del 2009 Pier Luigi Bersani, neo-eletto segretario del Partito Democratico, lo nomina nella segreteria nazionale del PD come presidente del Forum Cultura e Informazione del partito, incarico che mantiene fino al 2013, durante questo periodo fa parte della corrente del PD dei cosiddetti "giovani turchi".

### Elezione a deputato
Nel dicembre 2012 partecipa alle primarie dei parlamentari nel Lazio ed è successivamente eletto deputato alle elezioni politiche del 2013.

### Presidente del Partito Democratico
Il 14 giugno 2014 viene eletto, dall'assemblea nazionale del PD a grande maggioranza, presidente del Partito Democratico, succedendo così al dimissionario Gianni Cuperlo. Successivamente eletto presidente del partito, assume posizioni politiche critiche e ruoli più autonomi rispetto a D'Alema, fino ad essere esplicitamente dissente a lui.
Il 4 dicembre 2014 viene nominato da Matteo Renzi commissario straordinario del Partito Democratico di Roma, a seguito del coinvolgimento di diversi esponenti del partito nella inchiesta Mafia Capitale. Durante il suo commissariamento, affida a Fabrizio Barca, ex ministro per la coesione territoriale nel governo Monti, l’incarico di indagare sul PD romano, dove emerge che 27 circoli del PD su 108 totali sono “dannosi” perché “bloccano il confronto sui contenuti”, premiano la “fedeltà” ai capi locali e “emarginano gli innovatori”, oltre a scontrarsi diverse volte con i militanti del PD romano.
Il 22 giugno 2016 Massimo D'Alema, in un'intervista al Corriere della Sera, afferma su Orfini: "Sono pronto all’autocritica: diciamo che l’ho allevato male".
Il 19 febbraio 2017, dopo le dimissioni di Matteo Renzi da segretario del PD, viene nominato reggente ad interim del partito, fino all'elezione del nuovo segretario. Il successivo 30 aprile, alle primarie del PD, eleggono nuovamente Renzi segretario e il 7 maggio Orfini viene riconfermato presidente del partito dall'assemblea nazionale.
Il 10 luglio 2017, dopo aver traghettato il PD capitolino verso il congresso vinto dal nuovo segretario Andrea Casu, termina la sua attività da commissario straordinario della federazione romana del Partito Democratico.
Alle elezioni politiche del 2018 viene ricandidato alla Camera dei deputati nel collegio uninominale Lazio 1 - 05 (Roma-Torre Angela), sostenuto dalla coalizione di centro-sinistra in quota PD, dove ottiene il 20,71% dei voti e viene sconfitto, giungendo terzo dietro all'esponente del Movimento 5 Stelle Lorenzo Fioramonti (36,65%) e alla candidata del centro-destra Barbara Mannucci (32,27%); viene comunque rieletto deputato in virtù della candidatura del PD nel collegio plurinominale Lazio 1 - 02. Nella XVIII legislatura della Repubblica è stato componente della 1ª Commissione Affari costituzionali, della Presidenza del consiglio e interni, della 7ª Commissione Cultura, scienza e istruzione e della 14ª Commissione Politiche dell'Unione europea.
Alle elezioni primarie del PD del 2019 Orfini, assieme alla sua corrente "Giovani turchi", sostiene la mozione del segretario uscente Maurizio Martina, ex ministro delle politiche agricole nei governi Renzi e Gentiloni e rappresentante l'area "filo-renziana" del partito, che viene sconfitta da quella di Nicola Zingaretti, presidente della Regione Lazio e candidato con la carriera amministrativa più lunga alle spalle.

### Rielezione alla Camera
Alle elezioni politiche anticipate del 2022 viene ricandidato alla Camera dei deputati, per la lista Partito Democratico - Italia Democratica e Progressista come capolista nel collegio plurinominale Lazio 2 - 02, risultando eletto. Nella XIX legislatura è componente della 7ª Commissione Cultura, scienza e istruzione, della Giunta per le autorizzazioni e della Comitato parlamentare per i procedimenti di accusa.
Alle primarie del PD del 2023 Orfini sostiene, assieme ai "Giovani turchi", la mozione di Stefano Bonaccini, presidente della Regione Emilia-Romagna dal 22 dicembre 2014, ma risultando perdente contro la deputata del PD Elly Schlein.

## Posizioni politiche
Ad agosto 2020, a poche settimane dal referendum costituzionale sulla riduzione del numero dei parlamentari legato alla riforma Fraccaro avviata dal governo Conte I guidato dalla Lega assieme al Movimento 5 Stelle e concluso dal governo Conte II guidato dalla coalizione M5S e PD, seguito dalla sua corrente "Giovani turchi" come Giuditta Pini, Fausto Raciti, Francesco Verducci e Chiara Gribaudo, annuncia il suo voto contrario, in dissidenza con la linea ufficiale del suo partito schierato per il "Sì", affermando che il "Sì" è «il trionfo del populismo e l’umiliazione della politica» e aggiunge «Il PD ritrovi coraggio e autonomia e voti no: le battaglie giuste si fanno anche quando sono difficili. Anzi soprattutto se sono difficili».